# Edward D. DiPrete
Edward Daniel DiPrete, född 8 juli 1934 i Cranston i Rhode Island, död 8 juli 2025, var en amerikansk politiker (republikan). Han var Rhode Islands guvernör 1985–1991. Innan dess var han borgmästare i Cranston 1978–1984.
DiPrete studerade vid College of the Holy Cross.
DiPrete efterträdde 1985 J. Joseph Garrahy som guvernör och efterträddes 1991 av Bruce Sundlun.
DiPrete dömdes senare till fängelsestraff för allvarliga korruptionsbrott.